# 宏大敘事
宏大敘事或大叙事（英語：grand narrative），又稱元叙事、後設敘事（英語：metanarrative / meta-narrative），在批判理論 ，特別是在后现代主义中，是關於歷史意義、經驗或知識的敘述的敘述，它透過預期實現一個（尚未實現的）主導思想来提供社會的合法性。

## 詞源
“Metanarrative”（元敘事）一詞中，“meta”（元）是希腊语“超越”（beyond）的意思；“narrative”（敘事）是一个以其敘述（以某种方式傳達）為特徵的故事。
雖然該術語首次使用於20世紀早期，但於1979年由让-弗朗索瓦·利奥塔（Jean-François Lyotard）帶入公眾視野，他聲稱後現代主義的特徵恰恰是對形成了現代性之重要組成部分的宏大敘事（進步、啟蒙解放、马克思主义）的懷疑 。

## 後結構主義懷疑論
利奥塔在《后现代状况：关于知识的报告》（The Postmodern Condition: A Report on Knowledge，1979）中強調了一種與日俱增的懷疑，即后现代主义對宏大敘事的普遍性以及仰賴某种形式的「超越性和普遍真理」之懷疑：
简化到极点，我们可以把对元叙事的怀疑看作是“后现代”……叙述功能失去了自己的功能装置：伟大的英雄、伟大的冒险、伟大的航程以及伟大的目标。它分解为叙述性语言元素的云团……在元叙事之后，合法性可能存在于什么地方呢？
利奥塔和其他後結構主義思想家（如福柯）認為這是一個廣泛積極的發展，原因有很多。首先，構建宏大理論的嘗試往往會過度地忽視宇宙中天然存在的混亂和無序，即個別事件的力量。 

### 以小而局部的敘事取代宏大而普遍的敘事
利奥塔提出，元敘事應該讓位於小敘事（petits récits） ，或者更為溫和的“本地化”敘事，這些敘事可以通過引入單一事件來「甩掉」宏大敘事。利奥塔藉助维特根斯坦的作品和他的「話語模型」理論，構建了他对進步政治的觀點，其基础是多元共存的局部合法的語言遊戲。
後現代主義者試圖透過關注特定的局部語境（local context）以及人類經驗的多樣性來取代元敘事。他們認為存在著「多種理論觀點」而不是宏大的、無所不包的理論。

## 敘事學與交流
根據約翰·斯蒂芬斯（John Stephens）和羅賓·麥卡勒姆（Robyn McCallum）的說法，元敘事「是一種全球性或全面化的文化敘事模式 ，它整理并解釋知识和經驗」——即一个關於故事的故事，包含和解釋將「小故事」整合為一體的概念模型中的其他「小故事」。後現代敘事通常會故意擾亂這種文化規範所提供的公式化期望，進而指出社會規範可能的修訂。
在交流和战略传播中 ，主導敘事（或元敘事）是一種「深刻植入特定文化的跨歷史敘事」。因此，主導敘事是一種特殊類型的敘事，被定義為「相互關聯並順序組織的故事的連貫系統 ，通過根據其文學和修辭形式的已知軌跡建立受眾期望，共享一個解決衝突的共同的修辭願望」。
戰略傳播聯合會還建立了一個關於主導敘事的網站。

## 对利奥塔的批判
人們尚不清楚利奥塔是描述了對元敘事的怀疑的全球狀況 ，還是規定了這種懷疑主義。他的批評者指出了一個尷尬的事實：元敘事仍明顯地繼續在當前的後現代世界中扮演重要角色。
批評者也認為，就利奥塔的一個目標是科學而言，他錯誤地認為科學依賴於社會和認知驗證的宏大敘事，而不是許多較小的敘事的成功的積累。

## 來源
- Jean-François Lyotard. The Postmodern Condition: A Report on Knowledge. Minneapolis: University of Minnesota Press, 1984 [1979], reprint 1997. Translated by Geoff Bennington and Brian Massumi.

## 延伸閱讀
- David Carr, Time, Narrative, and History (Indiana UP, 1986)
- Geoffrey Bennington, Lyotard: Writing the Event (1988)

## 外部連結
- 维基共享资源上的相關多媒體資源：宏大敘事
- A Postmodern Strategy: Language Games